# Homer the Great
«Homer the Great» (рус. Гомер Великий) — двенадцатый эпизод шестого сезона мультсериала «Симпсоны».

## Сюжет
Гомер замечает, что Ленни и Карл пользуются разными привилегиями, благодаря своим кольцам, такие как: право парковаться на большой парковке у атомной электростанции, массажные кресла и бесплатное пользование прохладительными напитками. Гомер следит за ними и обнаруживает, что они относятся к древнему тайному обществу Каменщиков. Когда он хочет присоединиться к ним, он узнаёт, что надо или быть сыном каменщика, или спасти жизнь другому каменщику. Он делает вид, что пытается спасти жизнь Ленни, но эта попытка проваливается. Гомер жалуется на то, что его не допустили, и рассказывает Мардж свой прошлый опыт исключения из клубов и говорит, что когда он был молод, группа детей под названием «Клуб „Нет Гомерам“» не позволила ему присоединиться к ним, хотя мальчик по имени Гомер Глампет не отвергается. Восхваляя Каменщиков за обеденным столом, он выясняет, что его отец является членом Каменщиков, и Гомер допускается.
После присоединения к Каменщикам Гомер получает большие привилегии, такие как: подземная дорога во время пробок, сантехник оказывается каменщиком и соглашается починить воду и ролики, чтобы быстрее добираться до работы. Но, к сожалению, во время праздничного обеда, посвящённого 1500-летию Каменщиков, на столе оказываются рёбрышки и Гомер использует священный свиток, как салфетку, уничтожая его. Он лишён одежды каменщика и вынужден голым пройти с «камнем позора». Перед тем, как Гомер тащит камень, выясняется, что у Гомера родимое пятно, определяя его, как Избранного, который, согласно свитку, доведёт Каменщиков до большой славы. Они отцепляют «камень позора», но нацепляют «камень триумфа».
Гомер коронован как новый лидер Каменщиков. Первоначально наслаждаясь, Гомер чувствует себя изолированным от власти, из-за того, что остальные Каменщики поклоняются ему, и он просит совета у Лизы. Она предлагает, чтобы Каменщики делали добровольную работу, которая помогает другим людям. Каменщикам это не нравится, которые созывают Всемирный совет Каменщиков насчёт его убийства. В конце концов, они понимают, что он долго будет их контролировать, и Мо предлагает уничтожить это сообщество и основать новое под названием «Древнее общество „Нет Гомерам“». Разумеется, они не позволяют присоединиться ему к ним, и, посыпая соль на рану Гомеру, в общество входит повзрослевший Гомер Глаппет.
Гомер становится унылым после потери тайного общества и нанимает вместо членов Каменщиков пьяных обезьян, которые изображают события гражданской войны. Мардж говорит, что он и так является членом эксклюзивного клуба «Семья Симпсонов», в котором только два члена из пяти имеют специальные кольца. Однако из-за дедовщины он получает от Барта шлёпалкой по попе.

## Известные каменщики и их номера
В число каменщиков входят:
- Номер Первый (№ 1)
- Ленни Леонард (№ 12)
- Карл Карлсон (№ 14)
- Монтгомери Бёрнс (№ 29)
- Абрахам Симпсон (№ 38)
- Дьюи Ларго (№ 57)
- Сеймур Скиннер (№ 62)
- Джулиус Хибберт (№ 86)
- Герман (№ 124)
- Клэнси Виггам (№ 156)
- Мо Сизлак (№ 194)
- Клоун Красти (№ 242)
- Скотт Кристиан (№ 259)
- Сайдшоу Мел (№ 287)
- Кирк Ван Хутен (№ 362)
- Вэйлон Смитерс (№ 384)
- Кент Брокман (№ 434)
- Джо Куимби (№ 456)
- Суперинтендант Чалмерс (№ 476)
- Садовник Вилли (№ 530)
- Стив Гуттенберг (№ 589)
- Джаспер Бердли (№ 632)
- Адольф Гитлер (№ 666)
- Барни Гамбл (№ 712)
- Апу Нахасапимапетилон (№ 747)
- Лайнел Хатц (№ 793)
- Зелёный человечек (№ 846)
- Человек, одетый в яйцо (№ 893)
- Гомер Симпсон (№ 908)

В Международный комитет Каменщиков входят: Орвилл Реденбэчер, Джек Николсон, Мистер Ти и Джордж Буш-старший.

## Культурные отсылки
- Сцена на диване отсылает к фильму «Лабиринт».
- Термин «Каменщики» и их символ отсылают к масонству.
- Каменщики владеют ковчегом завета. Когда Номер Первый сжигает в нём нижнее бельё, из ковчега вылетают души — это отсылка к фильму «Индиана Джонс: В поисках утраченного ковчега».
- Сцена, в которой избранный Гомер проходит через шторы — отсылка к фильму «Последний император».
- Сцена, в которой у Гомера замечают родинку в форме символа Каменщиков и признают его Избранным — отсылка к фильму «Человек, который хотел стать королём».
- В конце серии Гомер упоминает «Партию чёрных пантер».
- Гомер подозревает, что Ленни и Карл замешаны в убийстве Джона Кеннеди.
- В секретном проезде Каменщиков есть «Мона Лиза».
- Гомер говорит, что отцы-основатели США были Каменщиками.
- Гомер также упоминает, что знает, как на самом деле погиб Дэви Крокетт в битве при Аламо.
- Когда Дедушка Симпсон говорит, что он входит в каменщики, он также упоминает, что входит в коммунистическую партию и является президентом сообщества геев и лесбиянок.
- В песне «We Do» говорится, что Каменщики владеют британской короной и премией «Оскар», скрывают существование инопланетян, стёрли с карт Атлантиду, украли зрение у европейских протеев, предотвратили расширение метрической системы и электромобилей, и сделали звездой Стива Гуттенберга.
- Фраза Лизы «опасайся мартовских ид» является цитатой из трагедии Шекспира Юлий Цезарь.

## Отношение критиков и публики
В своём первоначальном американском вещании эпизод стал 38-м по рейтингу Нильсена. Это был самый высокий рейтинг шоу на сети Fox за ту неделю. Эпизод получил положительные отзывы от поклонников и телевизионных критиков.
Авторы книги «I Can’t Believe It’s a Bigger and Better Updated Unofficial Simpsons Guide» Уэрэн Мартин и Адриан Вуд написали: «Блестящее юмористическое представление масонства, со всеми его секретными знаками, состязаниями, ритуалами и необычными правилами членства. Добавить сюда удивительный голос Патрика Стюарта — и у вас одна из лучших серий „Симпсонов“.» Патрик Энрайт из «MSNBC» поставил его на третье место среди своих любимых серий и написал: «Он в целом почти непревзойдённый.» Дэйв Петрушка из «Tucson Citizen» поставил его на первое место и написал: «Эт замечательная сатира на братские организации и весёлая главная роль Патрика Стюарта в роли Номера Первого.». Корреспондент «Total Film» Натан Динум назвал Патрика Стюарта девятым в списке лучших приглашённых звёзд. Адам Финли из «TV Squad» сказал, что эпизод сделал большую работу над сатирическими Каменщиками. Гид DVD Movie Колин Якобсон написал в обзоре шестого сезона: «Я думаю, эта серия постепенно выдыхается, лучшие моменты связаны с влиянием Каменщиков, и к концу серия немного затянута, но, тем не менее, это твёрдый кусок работы.» Майкл Моран из «The Times» назвал эпизод пятой из лучших серий шоу.
Джон Шварцвельдер и Альф Клаузен были номинированы на «Эмми» в категории «Лучшая музыка и слова» за песню «We Do», проиграв «Barbra Streisand: The Concert». Позже песня «We Do» была включена в альбом «Songs in the Key of Springfield», а также в серию «All Singing, All Dancing».